# Matt Henry (Cricketspieler)
Matthew James Henry (* 14. Dezember 1991 in Christchurch, Neuseeland) ist ein neuseeländischer Cricketspieler, der seit 2014 für die neuseeländische Nationalmannschaft spielt.

## Kindheit und Ausbildung
Im Jahr 2010 erhielt Henry ein Stipendium die ihn ein Jahr in Ipswich zur Schule gehen liess, wo er auch im englischen Club-Cricket spielte.

## Aktive Karriere

### Anfänge in der Nationalmannschaft
Henry gab sein Debüt im nationalen neuseeländischen Cricket für Canterbury im Jahr 2011 und konnte in seiner ersten Saison mit diesen den Plunket Shield 2010/11 gewinnen. Im Jahr 2012 musste sich Henry einer Rückenoperation unterziehen. Im Januar 2014 wurde er in die Nationalmannschaft berufen, wo er bei seinem ODI-Debüt gegen Indien 4 Wickets für 38 Runs erzielte. Bei der Tour gegen Pakistan im Dezember 2014 gab er auch sein Twenty20-Debüt. In de zugehörigen ODI-Serie erreichte er im zweiten Spiel vier (4/45) und im dritten drei Wickets (3/69), bevor er für 5 Wickets für 30 Runs im fünften ODI als Spieler des Spiels ausgezeichnet wurde. Daraufhin wurde er zunächst nicht für den Cricket World Cup 2015 nominiert, kam dann jedoch nach dem Viertelfinale ins Team nachdem sich Adam Milne verletzte. Er absolvierte die verbliebenen zwei Spiele, darunter das Finale, wo ihm 2 Wickets für 46 Runs gelangen, was jedoch nicht zum Titelgewinn gegen Australien reichte. Daraufhin wurde er für die Tour in England in den Test-Kader berufen. In seinem ersten Test gelangen ihm 4 Wickets für 79 Runs.
Im Dezember 2015 kam Sri Lanka für eine Tour nach Neuseeland, wobei ihm in der ODI Serie in den ersten beiden Spielen jeweils vier Wickets (4/49 und 4/33) gelangen, bevor er im fünften ein Five-for über 5 Wickets für 40 Runs erreichte. In zwei der Spiele wurde er als Spieler des Spiels ausgezeichnet. In der Twenty20-Serie konnte er dann noch ein Mal drei Wickets (3/44) erzielen. Daraufhin erhielt er einen Vertrag mit Worcestershire im englischen nationalen Cricket. Es folgte eine ODI-Serie gegen Australien, bei dem er zwei Mal drei Wickets (3/41 und 3/60) erreichte. Nachdem sich Tim Southee verletzt hatte, wurde er im September 2016 für die Tour in Indien nominiert. Dort erreichte er im zweiten Test in beiden Innings jeweils drei Wickets (3/36 und 3/59). In der Folge spielte er nur noch vereinzelte Tests, da er hinter den drei wichtigsten Fast Bowlern des neuseeländischen Teams zurückstehen musste. Gegen Südafrika konnte er im dritten Test vier Wickets (4/93) erzielen. Zu Beginn des Sommers gelang ihm bei einem ODI-Drei-Nationen-Turnier in Irland gegen den Gastgeber 3 Wickets für 36 Runs. Im Dezember 2017 erreichte er gegen die West Indies im ersten Test 3 Wickets für 57 Runs und ermöglichte so den Innings-Sieg. Im Januar 2018 gelangen ihm dann 4 Wickets für 53 Runs im fünften ODI gegen Pakistan.

### Fokus auf ODI-Cricket
Im Sommer 2018 ragte er vor allem im englischen County-Cricket für Kent heraus. Erst im Februar 2019 gegen Indien konnte er dann in den ODIs wieder im Nationalteam herausragen, als er gegen Indien 4 Wickets für 35 Runs erreichte. Damit sicherte er sich die Nominierung für den Cricket World Cup 2019. Dort erzielte er in den ersten Spielen gegen Sri Lanka drei (3/29) und gegen Bangladesch vier (4/47) Wickets. Für ersteres wurde er als Spieler des spiels ausgezeichnet. Ausgezeichnet wurde er ebenso im Halbfinale, als er mit 3 Wickets für 37 Runs gegen Indien den Einzug ins Finale sicherte, wo man knapp gegen England unterlag. Seine Einsätze im Nationalteam wurden danach spärlicher. Dies war unter anderem damit zu begründen, dass er sich im Januar 2020 den Daumen brach und nachdem er zurückkehrte er im Oktober abermals wegen einer Daumenverletzung pausieren musste. Gegen Bangladesch im März 2021 gelangen ihm dann im dritten ODI 4 Wickets für 27 Runs. Während des Sommers erzielte er dann im zweiten Test in England in beiden Innings jeweils drei Wickets (3/78 und 3/36), wofür er als Spieler des Spiels ausgezeichnet wurde.
Im Februar 2022 konnte er seine bisher beste Bowling-Leistung im ersten Test gegen Südafrika abliefern, als ihm 7 Wickets für 23 Runs gelangen. Daraufhin folgte auch sein erstes Fifty über 58* Runs, was ihm insgesamt die Auszeichnung als Spieler des Spiels einbrachte. Nachdem er im zweiten Test dann noch ein Mal drei Wickets () erzielte, wurde er als Spieler der Serie ausgezeichnet. Im dritten ODI gegen die Niederlande im April erreichte er 4 Wickets für 36 Runs. im Sommer konnte er ebenfalls vier Wickets (4/68) in den ODIs in Irland erreichen. Die Saison 2022/23 begann dann in Australien, wo ihm drei Wickets (3/33) gelangen. Zum Jahresanfang erzielte er ein Fifty über 68* Runs im zweiten Test in Pakistan. Nachdem er gegen England im Februar 2023 nur ihm zweiten Test zum Einsatz kam und dort 4 Wickets für 100 Runs erreichte, erhielt er weitere Einsätze im Rest der Saison. Gegen Sri Lanka erreichte er im ersten Test insgesamt sieben Wickets (4/80 und 3/71) und ein Fifty über 72 Runs. Beim Innings-Sieg im zweiten Test (3/44) und im dritten ODI (3/14) kamen dann weitere drei Wickets hinzu. Zum Abschluss der Saison reiste das Team dann noch ein Mal nach Pakistan, wo er 3 Wickets für 32 Runs in den Twenty20s und zwei weitere Male drei Wickets (3/54 und 3/65) in den ODIs erreichte. Im Sommer spielte er dann für Somerset im englischen nationalen Cricket.